# ورزشگاه کوستیر
ورزشگاه کوستیر (فرانسوی: Stade des Costières‎) یک ورزشگاه فوتبال در شهر نیم، فرانسه است.
این ورزشگاه که در سال ۱۹۸۹ ساخته شده دارای ۱۸٬۳۶۴ نفر ظرفیت است و ورزشگاه خانگی  باشگاه فوتبال نیم المپیک محسوب میشود.

## نگارخانه

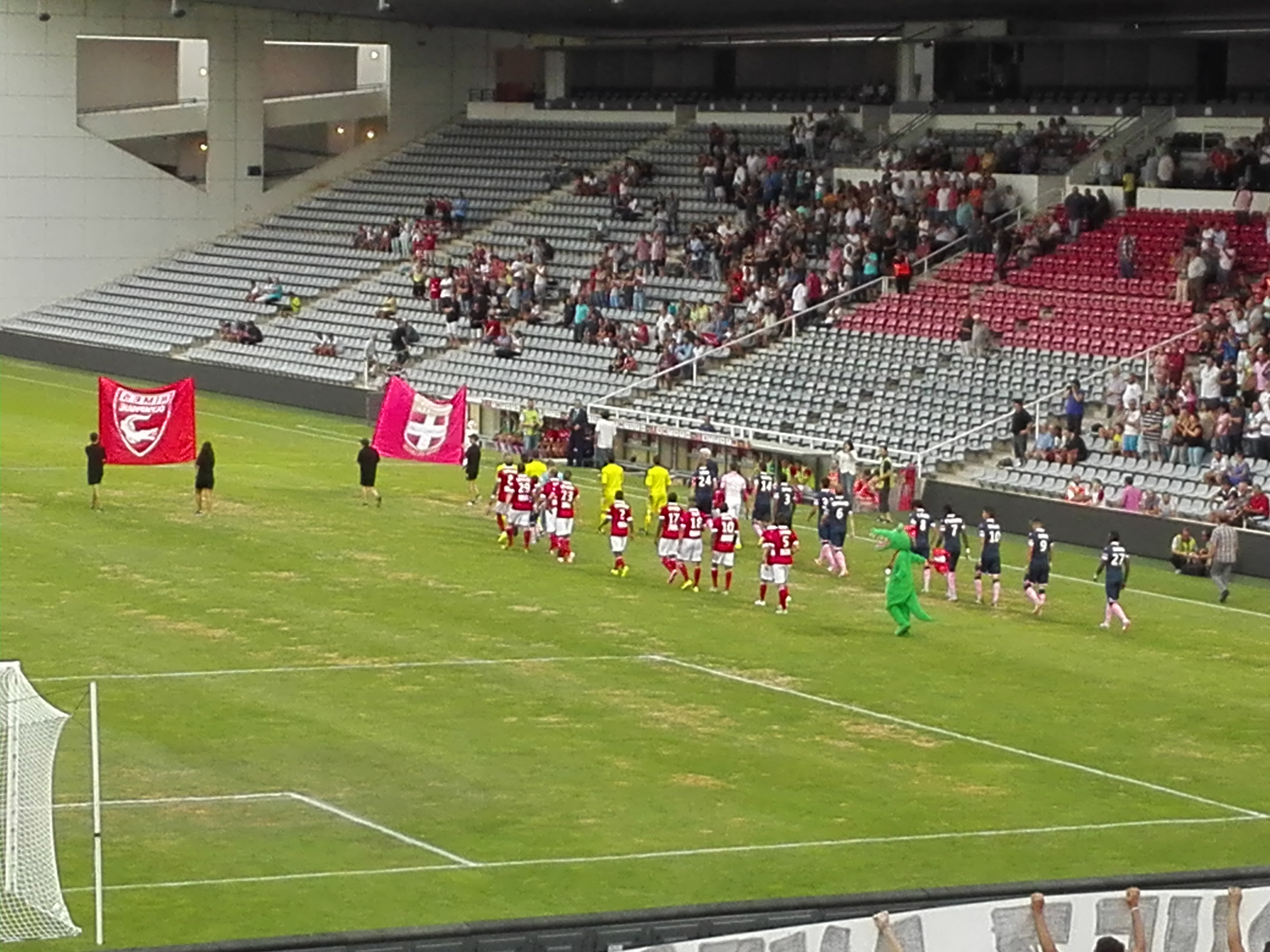
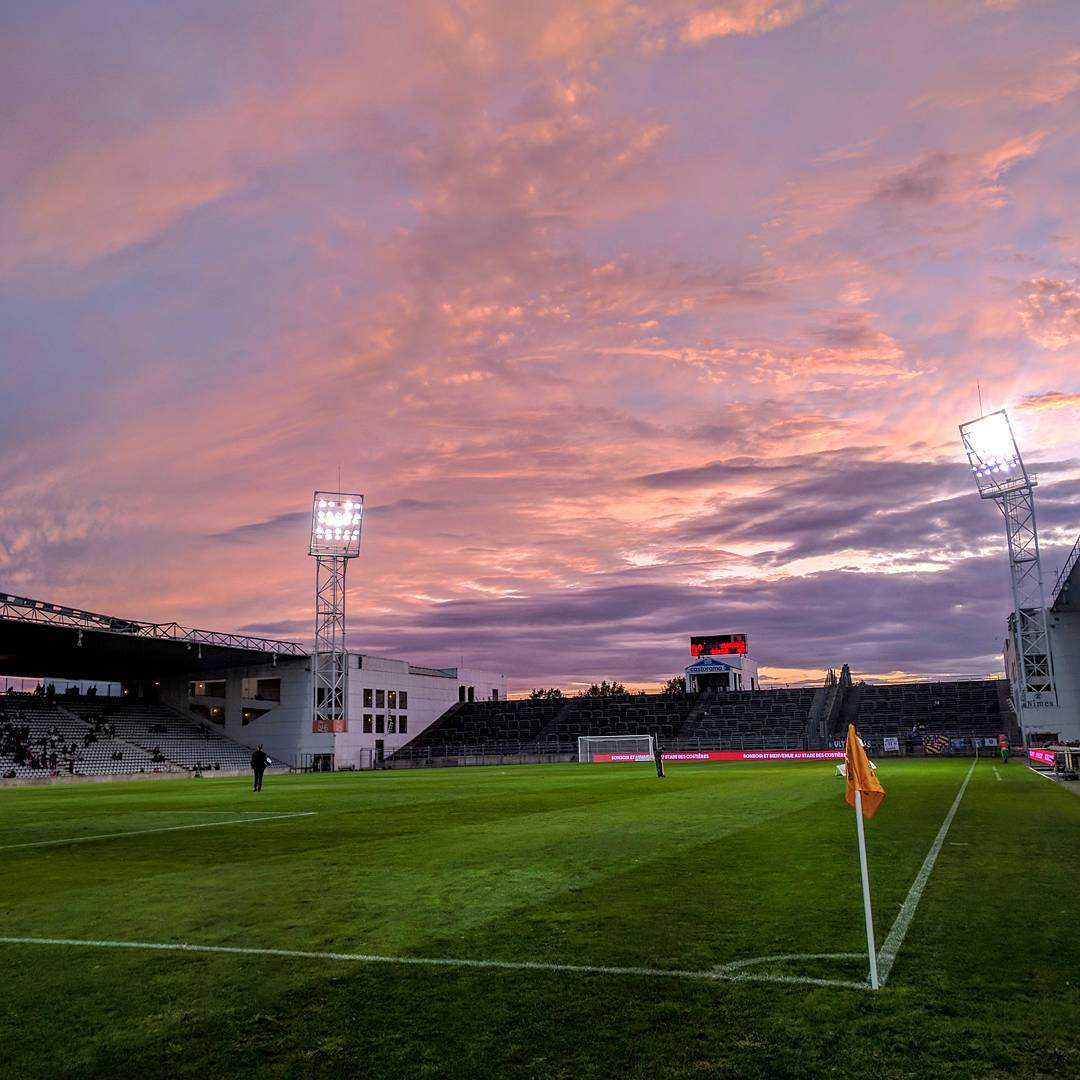